# Archivní škola Marburg
Archivní škola Marburg (německý název: Archivschule Marburg) je odborná vysoká škola pro studium archivnictví a pomocných věd historických a současně Ústav pro archivnictví Spolkové republiky Německo (Institut für Archivwissenschaft der Bundesrepublik Deutschland). Škola sídlí v Marburgu ve spolkové zemi Hesensko. Současným ředitelem je Dr. Frank M. Bischoff.

## Historie
Archivní škola byla založena v roce 1949 pod záštitou hesenského politika a soudce Spolkového ústavního soudu v Karlsruhe Erwina Steina. Po definitivním ukončení univerzitního archivního vzdělávání na Humboldtově univerzitě v Berlíně se v polovině 90. let stala ústředním vzdělávacím zařízením státního archivnictví v Německu. Škola byla do roku 1994 součástí Hesenského státního archivu Marburg, kdy se osamostatnila. Od 1. ledna 2002 je zemskou příspěvkovou organizací a je podřízena hesenskému ministerstvu pro vědu a umění.

## Archivní vzdělávání
Škola umožňuje vysokoškolské vzdělání pro archiváře a nabízí postgraduální a kurzy, kurzy dalšího vzdělávání a kolokvia. Škola nabízí tříleté studium ukončené zkouškou pro vyšší stupeň státní služby (gehobener Dienst) a dvouleté studium, jehož předpokladem je ukončené vysokoškolské studium na jiné škole, pro nejvyšší stupeň státní služby (höherer Dienst).
Hlavními studijními okruhy jsou archivnictví (mj. skartační řízení, zpřístupňování, uchovávání fondů), správní věda (organizace úřadů, elektronické správní systémy, archivní management), právní, ústavní a správní dějiny (od středověku po současnost), archivní právo (zákonné normy, vypracovávání odborných posudků), pomocné vědy historické (diplomatika, paleografie, heraldika, sfragistika, genealogie, chronologie) a prohloubení znalostí latiny a francouzštiny.
V rámci Německa se jedná (vedle Odborné vysoké školy v Postupimi, kde se vyučuje obor archivní a knihovnická dokumentace) o jedinou možnost, jak v rámci dalšího vzdělávání získat titul diplomovaného archiváře.
Kromě toho sídlí ještě v Mnichově archivní škola při generálním ředitelství Státního archivu Bavorska. Tato Bavorská archivní škola však slouží výhradně pro bavorské archiváře ve státní službě.

## Výzkum
Škola se vedle tradičního historického bádání v oblasti teorie archivnictví a pomocných věd historických zabývá i vývojem archivního softwaru. V polovině 80. let vznikl při Zemském archivu Baden-Württemberg program Midosa (Mikrocomputergestütztes Informations- und Dokumentationssystem für Archive - Počítačový podpůrný informační a dokumentační systém pro archivy). Archivní škola od roku 2000 spolupracuje se Zemským archivem Baden-Württemberg v rámci zpřístupnění archivních inventářů a dalších archivních pomůcek tímto programem na internetu.

## Vedení archivní školy
Ředitelé školy byli až do osamostatnění současně řediteli Hesenského státního archivu Marburg.
- 1950-1954 Ludwig Dehio
- 1954-1963 Johannes Papritz
- 1963-1973 Kurt Dülfer
- 1973-1981 Hans Philippi
- 1981-1994 Wilhelm Alfred Eckhardt
- 1994-2001 Angelika Menne-Haritz
- 2001-2003 Rainer Polley (pověřen vedením)
- od 2003 Frank M. Bischoff

## Obdobné vzdělávací instituce
- Bayerische Archivschule v Mnichově
- École des chartes v Paříži
- Institut für Österreichische Geschichtsforschung ve Vídni
- Scuola Vaticana di Paleografia e Diplomatica v Římě
- Státní archivní škola v Praze (zrušená)